# Ápside

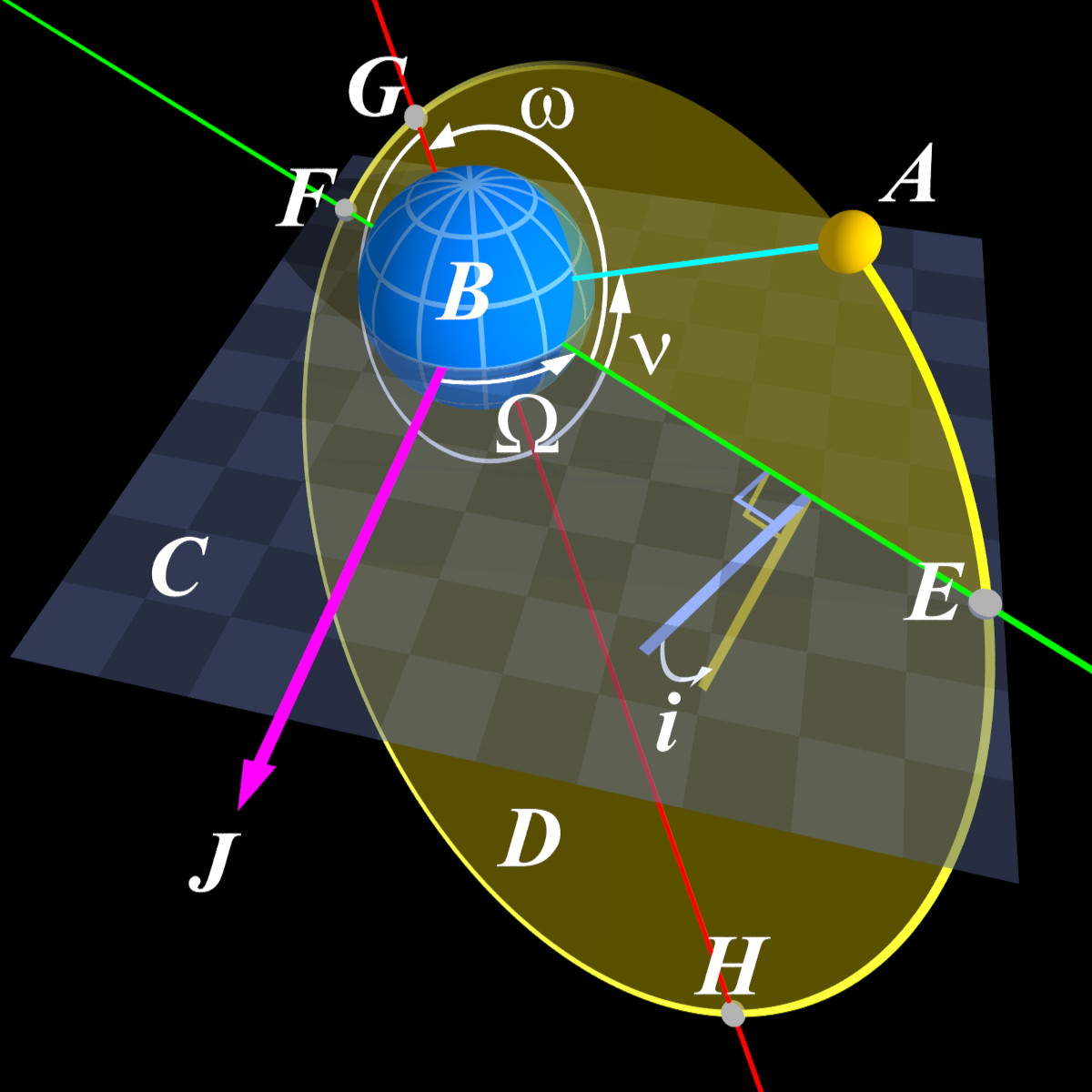
Un diagrama de los elementos orbitales keplerianos. G Periápside, H Apoápside y la línea roja entre ellos es la línea de ápsides.

En astronomía, un ápside es el punto de mayor o menor distancia dentro de una órbita elíptica a su centro de atracción, que es generalmente también el centro de masas.
El punto de menor distancia se llama periápside (o periastro) y el de mayor distancia se llama apoápside (o apoastro). Una línea recta trazada desde el periápside hasta el apoápside se denomina línea de ápsides y corresponde al eje mayor de la elipse orbital.
Se emplean términos equivalentes cuando se hace referencia a una órbita alrededor de un cuerpo en particular; de esta forma, para el Sol se tiene perihelio y afelio, y para la Tierra el perigeo y el apogeo, términos equivalentes a periápside y apoápside respectivamente.
Según las leyes del movimiento de Newton, todas las órbitas periódicas son elipses. El baricentro de los dos cuerpos puede estar bien dentro del cuerpo más grande; por ejemplo, el baricentro Tierra-Luna está aproximadamente al 75% del camino desde el centro de la Tierra hasta su superficie. Si, en comparación con la masa más grande, la masa más pequeña es insignificante (p. ej., para satélites), entonces los parámetros orbitales son independientes de la masa más pequeña.
Cuando se usa como sufijo, es decir, -ápside , el término puede referirse a las dos distancias desde el cuerpo primario hasta el cuerpo en órbita cuando este último está ubicado: 1) en el punto de periápside , o 2) en el punto de apoápsis (comparar ambos gráficos, segunda figura). La línea de ábsides denota la distancia de la línea que une los puntos más cercanos y más lejanos a lo largo de una órbita; también se refiere simplemente al alcance extremo de un objeto que orbita alrededor de un cuerpo anfitrión. 
En mecánica orbital, los ábsides se refieren técnicamente a la distancia medida entre el centro de masa del cuerpo central y el centro de masa del cuerpo en órbita. Sin embargo, en el caso de una nave espacial , los términos se usan comúnmente para referirse a la altitud orbital de la nave espacial sobre la superficie del cuerpo central (suponiendo un radio de referencia estándar constante).

## Fórmulas
Se emplean las siguientes expresiones para caracterizar el ápside y el periápside:
- Máxima velocidad: periápside

{\displaystyle v_{\mathrm {per} }={\sqrt {\frac {(1+e)\mu }{(1-e)a}}}\,}
a una distancia mínima
{\displaystyle r_{\mathrm {per} }=a\ (1-e)\!\,}
- Mínima velocidad: apoápside

{\displaystyle v_{\mathrm {ap} }={\sqrt {\frac {(1-e)\mu }{(1+e)a}}}\,}
a una distancia máxima
{\displaystyle r_{\mathrm {ap} }=a\ (1+e)\!\,}
Se puede comprobar que se cumple:
{\displaystyle h={\sqrt {(1-e^{2})\mu a}}}
{\displaystyle \epsilon =-{\frac {\mu }{2a}}}
Estos dos últimos valores son los mismos para ambos puntos, de acuerdo a las leyes de Kepler —conservación del momento angular— y al principio de conservación de la energía.
Términos empleados:
- {\displaystyle a\!\,} es el semieje mayor
- {\displaystyle e\!\,} es la Excentricidad
- {\displaystyle h\!\,} es el momento angular específico
- {\displaystyle \epsilon \!\,} es la energía orbital específica
- {\displaystyle \mu \!\,} es el parámetro gravitacional estándar

Propiedades:
{\displaystyle e={\frac {r_{\mathrm {ap} }-r_{\mathrm {per} }}{r_{\mathrm {ap} }+r_{\mathrm {per} }}}=1-{\frac {2}{{\frac {r_{\mathrm {ap} }}{r_{\mathrm {per} }}}+1}}}
Para convertir alturas sobre la superficie a distancias, se debe sumar el radio del objeto central.
La media aritmética del apoapsis y el periapsis es el semieje mayor de la elipse
{\displaystyle a={\frac {r_{\mathrm {ap} }+r_{\mathrm {per} }}{2}}}
y su media geométrica es el semieje menor
{\displaystyle b={\sqrt {r_{\mathrm {ap} }\cdot r_{\mathrm {per} }}}}
La media geométrica de ambas velocidades es {\displaystyle {\sqrt {-2\epsilon }}}, velocidad correspondiente a la energía cinética que, en cualquier posición orbital, añadida a la energía cinética existente, daría lugar a la velocidad de escape orbital. La raíz cuadrada de la suma de los cuadrados de ambas velocidades es la velocidad de escape local.

## Terminología
Se utilizan términos equivalentes para referirse a otros cuerpos celestes. Los sufijos -geo, -helio, -astro y -galáctico se refieren, respectivamente, a la Tierra, el Sol, una estrella y la Galaxia. Estos términos se emplean habitualmente en la literatura astronómica, aunque otros como perijovio (referido a Júpiter son menos empleados). El sufijo -geo es comúnmente usado —aunque de forma incorrecta— para referirse al "punto de máximo acercamiento a un planeta", en vez de utilizarse específicamente para la Tierra. Los términos peri/apomelasma —de la raíz griega— fueron usados por Geoffrey A. Landis en 1998, antes que aparecieran en la literatura científica los términos peri/aponigricon.
| Cuerpo        | Máxima aproximación              | Máximo alejamiento            |
| ------------- | -------------------------------- | ----------------------------- |
| Galaxia       | Perigaláctico                    | Apogaláctico                  |
| Estrella      | Periastro                        | Apoastro                      |
| Agujero negro | Perimelasma/Perinigricon         | Apomelasma/Aponigricon        |
| Sol           | Perihelio                        | Afelio                        |
| Tierra        | Perigeo                          | Apogeo                        |
| Luna          | Periselenio/Pericintio/Perilunio | Aposelenio/Apocintio/Apolunio |
| Mercurio      | Perihermo                        | Afhermo                       |
| Venus         | Pericitera/Pericritio            | Apocitera/Apocritio           |
| Marte         | Periareion                       | Apoareion                     |
| Júpiter       | Perijovio/Perizeno               | Apojovio/Apozeno              |
| Saturno       | Pericrono/Perisaturnio           | Apokrono/Aposaturnio          |
| Urano         | Periuranio                       | Apouranio                     |
| Neptuno       | Periposeidinion                  | Apoposeidinion                |
| Plutón        | Perihadio                        | Apohadio                      |

Como peri y apo son términos griegos, algunos puristas consideran más correcto usar la forma griega para el cuerpo, como -zeno para Júpiter y -krono para Saturno. Se ha sugerido el empleo de -kritio para Venus —de Kritias, un antiguo nombre de Afrodita—. En el caso de la Luna, se usan las tres formas por igual, aunque de forma poco frecuente. Para algunos, la terminación -cintio se utilizaría solo para objetos artificiales, mientras que otros dicen que se debería usar -lunio para objetos lanzados desde la Luna y -cintio para objetos lanzados desde otro cuerpo. Para Júpiter, ocasionalmente se emplea la terminación -jovio, mientras -zeno no se usa nunca. La perspectiva de tener que usar términos diferentes para cada cuerpo astronómico ha llevado a la utilización casi universal de -ápside.

## Perihelio y afelio terrestre
Actualmente, la Tierra alcanza el perihelio a principios de enero, aproximadamente 14 días después del solsticio de diciembre. En el perihelio, el centro de la Tierra está a unas 0,98329 unidad astronómicas (UA) o 147 098 070 km del centro del Sol. En cambio, la Tierra alcanza el afelio actualmente a principios de julio, aproximadamente 14 días después del solsticio de junio. La distancia del afelio entre los centros de la Tierra y del Sol es actualmente de aproximadamente 1,01671 UA o 152 097 700 km.
Las fechas de perihelio y afelio cambian con el tiempo debido a la precesión y otros factores orbitales, que siguen patrones cíclicos conocidos como ciclos de Milankovitch. A corto plazo, dichas fechas pueden variar hasta 2 días de un año a otro. Esta importante variación se debe a la presencia de la Luna: mientras que el baricentro Tierra-Luna se mueve en una órbita estable alrededor del Sol, la posición del centro de la Tierra, que está en promedio a unos 4700 kilómetros (2920,5 mi) del baricentro, podría desplazarse en cualquier dirección con respecto a él, y esto afecta al momento de la aproximación más cercana real entre los centros del Sol y de la Tierra (que a su vez define el momento del perihelio en un año determinado).
Debido al aumento de la distancia en el afelio, sólo el 93,55% de la radiación procedente del Sol incide sobre un área dada de la superficie de la Tierra como lo hace en el perihelio, pero esto no tiene en cuenta las estaciones, que resultan en cambio de la inclinación del eje de la Tierra de 23,4º de distancia de la perpendicular al plano de la órbita terrestre. De hecho, tanto en el perihelio como en el afelio es verano en un hemisferio mientras que es invierno en el otro. El invierno cae en el hemisferio donde la luz solar incide menos directamente, y el verano cae donde la luz solar incide más directamente, independientemente de la distancia de la Tierra al Sol.
En el hemisferio norte, el verano coincide con el afelio, cuando la radiación solar es más baja. A pesar de ello, los veranos en el hemisferio norte son por término medio 2,3 °C (4 °F) más cálidos que en el hemisferio sur, porque el hemisferio norte contiene mayores masas de tierra, que son más fáciles de calentar que los mares.
Sin embargo, el perihelio y el afelio tienen un efecto indirecto sobre las estaciones: como la velocidad orbital de la Tierra es mínima en el afelio y máxima en el perihelio, el planeta tarda más en orbitar desde el solsticio de junio hasta el equinoccio de septiembre que desde el solsticio de diciembre hasta el equinoccio de marzo. Por lo tanto, el verano en el hemisferio norte dura ligeramente más (93 días) que el verano en el hemisferio sur (89 días).
Los astrónomos suelen expresar el momento del perihelio respecto al Punto Aries no en términos de días y horas, sino como un ángulo de desplazamiento orbital, la llamada longitud del periastro (también llamada longitud del pericentro). Para la órbita de la Tierra, se denomina longitud del perihelio, y en 2000 era de unos 282,895°; en 2010, había avanzado una pequeña fracción de grado hasta unos 283,067°.
Para la órbita de la Tierra alrededor del Sol, el tiempo de apsis se expresa a menudo en términos de un tiempo relativo a las estaciones, ya que esto determina la contribución de la órbita elíptica a las variaciones estacionales. La variación de las estaciones está controlada principalmente por el ciclo anual del ángulo de elevación del Sol, que es el resultado de la inclinación del eje de la Tierra medido desde el plano de la eclíptica. La excentricidad de la Tierra y otros elementos orbitales no son constantes, sino que varían lentamente debido a los efectos perturbadores de los planetas y otros objetos del sistema solar (ciclos de Milankovitch).
En una escala temporal muy larga, las fechas del perihelio y del afelio progresan a través de las estaciones, y realizan un ciclo completo en 22.000 a 26.000 años. Existe un movimiento correspondiente de la posición de las estrellas vistas desde la Tierra, llamado precesión apsidal. (Está estrechamente relacionado con la precesión de los ejes). Las fechas y horas de los perihelios y afelios para varios años pasados y futuros se enumeran en la siguiente tabla:
Cada año, la Tierra llega al perihelio (menor distancia al Sol) en enero, y al afelio (mayor distancia al Sol) en julio. La relación perihelio/afelio varía cada 25765 años. Esta precesión de los equinoccios es uno de los factores causantes de los cambios climáticos periódicos.
| Año  | Perihelio  | Afelio    |
| ---- | ---------- | --------- |
| 2007 | Ene 3 20 Z | Jul 7 00Z |
| 2008 | Ene 3 00Z  | Jul 4 08Z |
| 2009 | Ene 4 15Z  | Jul 4 02Z |
| 2010 | Ene 3 00Z  | Jul 6 11Z |
| 2011 | Ene 3 19Z  | Jul 4 15Z |
| 2012 | Ene 5 00Z  | Jul 5 03Z |
| 2013 | Ene 2 05Z  | Jul 5 15Z |
| 2014 | Ene 4 12Z  | Jul 4 00Z |
| 2015 | Ene 4 07Z  | Jul 6 19Z |
| 2016 | Ene 2 23Z  | Jul 4 16Z |

## Tiempo de perihelio
Los elementos orbitales como el tiempo del paso del perihelio se definen en la época elegida usando una solución de dos cuerpos no perturbada que no tiene en cuenta el problema de los n-cuerpos. Para obtener una hora precisa del paso del perihelio, se debe usar una época cercana al paso del perihelio. Por ejemplo, utilizando una época de 1996, el cometa Hale-Bopp muestra el perihelio el 1 de abril de 1997. El uso de una época de 2008 muestra una fecha de perihelio menos precisa del 30 de marzo de 1997. Los cometas de período corto pueden ser aún más sensibles a la época seleccionada. Usando una época de 2005 muestra 101P/Chernykh llegando al perihelio el 25 de diciembre de 2005, pero el uso de una época de 2012 produce una fecha de perihelio no perturbada menos precisa del 20 de enero de 2006.
La integración numérica muestra que el planeta enano Eris llegará al perihelio alrededor de diciembre de 2257. Usando una época de 2021, que es 236 años antes, muestra con menos precisión que Eris llegará al perihelio en 2260.
4 Vesta llega al perihelio el 26 de diciembre de 2021, pero el uso de una solución de dos cuerpos en una época de julio de 2021 muestra con menos precisión que Vesta llegará al perihelio el 25 de diciembre de 2021.

### Arcos cortos
Los objetos transneptunianos descubiertos a más de 80 UA del Sol necesitan docenas de observaciones durante varios años para restringir bien sus órbitas porque se mueven muy lentamente contra las estrellas de fondo. Debido a las estadísticas en pequeños números, los objetos transneptunianos como 2015 TH367 con solo 8 observaciones en un arco de observación de 1 año que no ha llegado o no llegará al perihelio durante aproximadamente 100 años puede tener 1-sigma de incertidumbre de 74,6 años (27 260 días) en la fecha del perihelio.